# Oğuz (Beşiri)
Oğuz (kurmandschi: Şimiz oder Şimzê) ist ein jesidisches Dorf im Südosten der Türkei. Das Dorf liegt ca. 14 km südöstlich von Beşiri im gleichnamigen Landkreis Beşiri in der Provinz Batman. Der Ort befindet sich in Südostanatolien.

## Geschichte und Bevölkerung
Der ursprüngliche Name des Dorfes lautet Şimiz oder Şimzê. Durch die Türkisierung geographischer Namen in der Türkei wurde das Dorf umbenannt.